# Máquina de venda automática

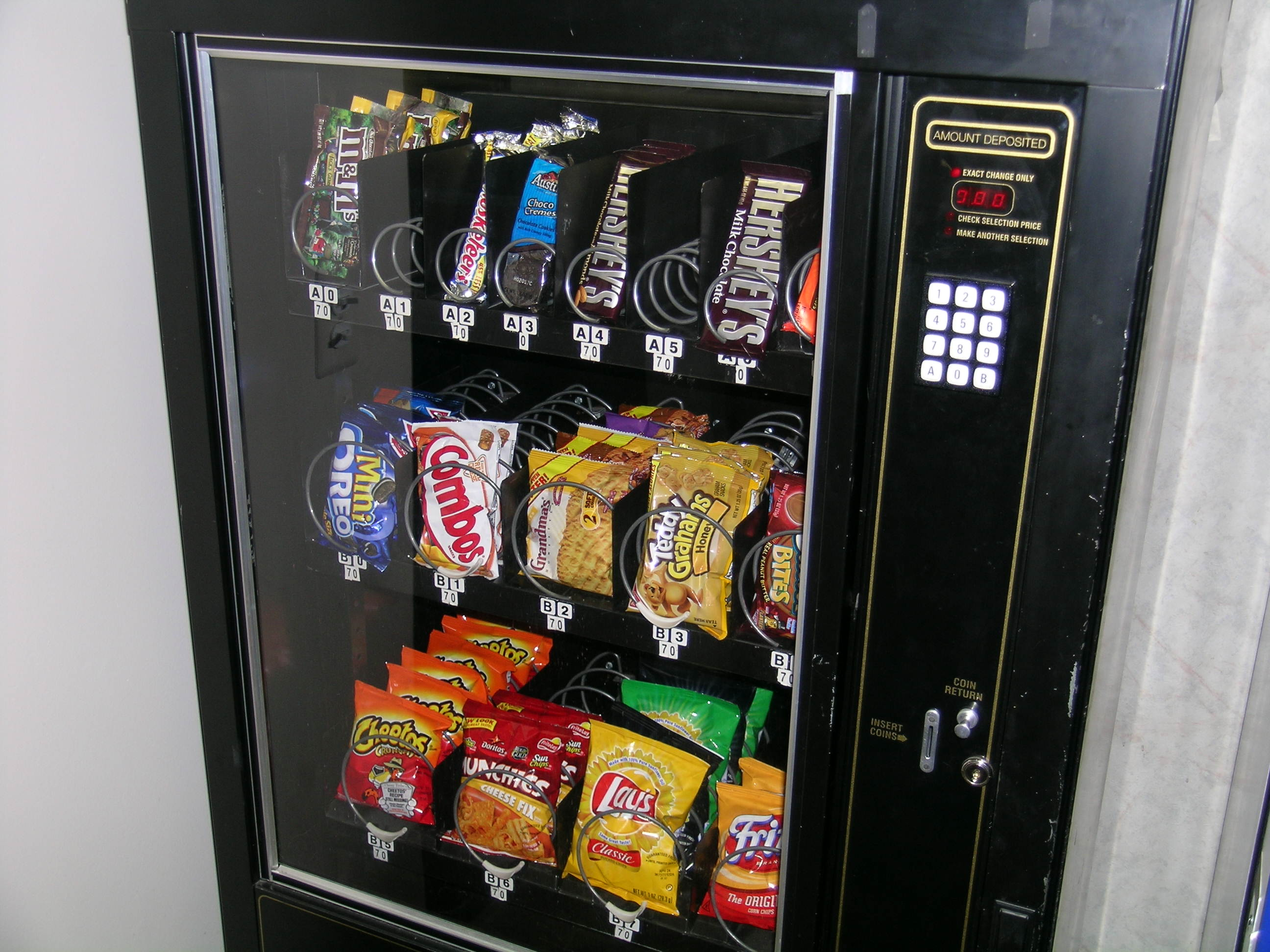
Máquina de venda automática de lanches

Máquina de venda automática é uma máquina que comercializa itens como lanches, bebidas, álcool, cigarros, bilhetes de loteria, perfumes, produtos de consumo e até mesmo ouro e pedras preciosas de maneira automática, depois que o consumidor inserir dinheiro no dispositivo.
A mais antiga referência conhecida a uma máquina de venda automática é no trabalho de Heron de Alexandria, um engenheiro e matemático do século I. Sua máquina aceitava uma moeda e, em seguida, dispensava água benta.
Máquinas do tipo, que vendiam tabaco, já operavam em 1615 nas tabernas de Inglaterra. As máquinas eram portáteis e feitas de latão. Um livreiro inglês, Richard Carlile , concebeu uma máquina distribuidora do jornal para a divulgação de obras proibidas em 1822. Simeon Denham patenteou uma máquina de distribuição do selos em 1867, a primeira máquina de venda totalmente automática.